# 夏日春情
《夏日春情》（英語：The Long, Hot Summer）是一部1958年的美国电影，由马丁·里特执导，欧文·拉夫奇和小哈瑞特·弗兰克编剧，根据威廉·福克纳的多部小说改编。影片也从田纳西·威廉斯的《热铁皮屋顶上的猫》中汲取了灵感。
影片的剧情围绕着一位名叫本·快克的流浪汉到达一个密西西比州小镇后导致当地一个家庭中所出现的冲突展开。拥有镇上大部分产业的一家之长威尔·瓦纳，对自己独子乔迪的能力有了质疑，将本看成一位更优秀的继承人，于是想让他和自己的女儿克拉拉结婚。克拉拉起初不愿意和本在一起，而乔迪也意识到本对自己的位置产生了威胁。
影片主要在路易斯安那州的克林顿进行拍摄，大部分演员以前都是演员工作室的学生，导演里特当时担任伊利亚·卡赞的教师助理时认识了大家。对于电影的男主角，华纳兄弟将保罗·纽曼“租”给了二十世纪福斯。电影制作期间奥逊·威尔斯和里特的矛盾引来了媒体的关注。影片的配乐由亚历克士·诺斯作曲，与电影同名的主题歌由吉米·罗杰斯演唱。
电影上映后获得了评论家的好评，但在票房上表现一般。马丁·里特在1950年代的大部分时期都身处好莱坞黑名单，这部电影评论上的成功让他的事业恢复了活力。影片也给保罗·纽曼赢得了国际性的声誉，他获得了戛纳电影节最佳男演员奖。

## 剧情

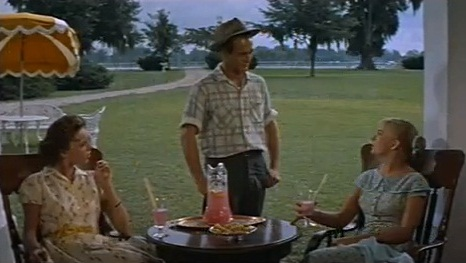
- 保罗·纽曼饰本·快克（Ben Quick）本·快克到达镇上后不久与克拉拉·瓦纳交谈

本·快克是一起纵火案的犯罪嫌疑人，但由于没有找到足够的证据，法官无法入罪，只能将他驱逐出小镇。本于是动身前往密西西比州一个小镇，瓦纳是这个镇最有钱有势的家族，威尔·瓦纳拥有镇上的大部分产业，他有一个儿子乔迪和一个女儿克拉拉，乔迪已经与欧拉结婚。
威尔与本见面来试探对方，他感觉本就是年轻时的自己，对其无情和野心深感满意，这些品质正是乔迪所不具备的。威尔也对克拉拉的现任男友感到失望。这个叫阿兰·斯图尔特的年轻人是个南方上流社会的“贵族”，还是个被妈妈宠坏了的孩子。威尔于是打算把女儿和本凑作堆，给家中带来新鲜而阳刚的血液，不过克拉拉对本的印象不怎么样。本一开始是被威尔所提议经济上的好处吸引，不过他也逐渐在克拉拉身上看到了一些特别的东西。与此同时，威尔长期的情妇，寡妇米尼对两人的关系感到不满意，希望可以嫁给他。

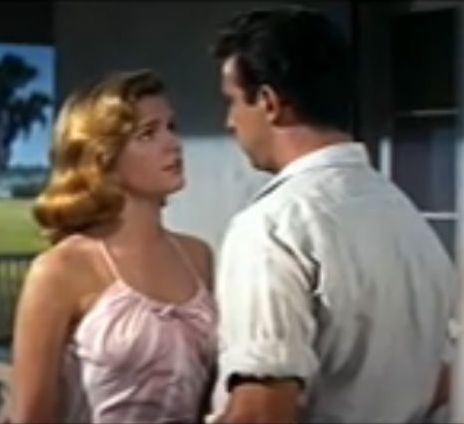
欧拉和乔迪

乔迪开始警觉自己在家族中的地位受到了低估。而威尔为了说服本追求克拉拉而安排他接替乔迪开始经营一家杂货店，然后又邀请他住到自己家的豪宅。当乔迪发现本落单时，他拔出一支枪威胁要杀死对方。本于是告诉乔迪自己在威尔送的地盘上找到了一笔于南北战争时期埋藏的财宝，这个地盘是本和威尔就追求克拉拉所达成协议的首付。两人于是动身前往，乔迪开始挖掘。找到一袋钱币后，乔迪心花怒放，觉得自己终于有机会摆脱父亲的压力，并决定从本的手中买下这块地。
夜里，威尔发现自己还在挖坑的儿子。对其中一个钱币进行检验后，他发现这是1910年铸造的。与此同时，克拉拉与阿兰渐行渐远，后者越来越关注自己的母亲，并且也没有表现出任何意愿想与克拉拉更进一步，而本则非常主动地追求克拉拉。次日，深受打击而失望的乔迪发现父亲独自一人呆在家里的谷仓，于是他栓上门，点着火打算烧死自己的亲生父亲，但到最后关头还是把对方放了出来。不过这一事件却让父子间达成了和解，威尔很佩服儿子的勇气。这场火给本带来了麻烦，镇上的人将他的名字与谷仓火灾联系起来，认为他就是罪魁祸首，并聚集起来准备将本私刑处死。克拉拉开车来救了本，而威尔之后声称火灾是因为自己疏忽大意扔了支雪茄而引起的。
这场火让本回忆起了不堪的过往，他承认真正的纵火犯是自己的父亲。他告诉克拉拉，自己在十岁时是如何被迫发出警报出卖自己准备再次纵火的父亲。他感激克拉拉救了自己的性命，坦承了与威尔的交易并自愿离开这个镇。但是，克拉拉已经爱上了他，于是本最终还是留了下来。

## 演员
- 保罗·纽曼饰本·快克一个因被怀疑纵火而被自己生活小镇驱逐的流浪汉，他搭瓦纳家族两姐妹（克拉拉与欧拉）的车来到另一个小镇，瓦纳家族的大家长威尔对快克的表现很满意，于是让他留下来并承诺予以丰厚的回报[1][2]。当时还是一名学员的纽曼在演员工作室初次认识了导演马丁·里特，后者当时是伊利亚·卡赞的教师助理[3]。电影开拍前纽曼与华纳兄弟签有合约，该公司以7.5万美元的价值把他租给了二十世纪福斯，而他的片酬则为每10个星期17500美元[4]。他在电影开拍前来到路易斯安那州的克林顿，学习南方人的口音和言谈举行来对演出作准备[5]。
- 奥森·威尔斯饰威尔·瓦纳（Will Varner），瓦纳家族的大家长，拥有所在镇上的大部分产业[6]。这个角色是以田纳西·威廉斯的舞台剧《热铁皮屋顶上的猫》中的一个角色为灵感[7]。威尔与导演马丁·里特在多个问题上存在争议，他之所以会接演这个角色主要是因为欠有15万美元的税收债务，多年后他表示，“我憎恨拍摄《夏日春情》，我很少会对一部电影感到不满。”[8]

以下三名演员都是里特在演员工作室担任教师助理时认识的。
- 琼安·伍华德饰克拉拉·瓦纳，是一个学校的老师，她的父亲想把她与本凑堆来继承家族遗产。伍华德前一年曾因《三面夏娃》获奥斯卡最佳女主角奖[11]；
- 安东尼·弗兰西欧萨饰乔迪·瓦纳，父亲威尔给了他很大的压力，甚至威胁会让本来继承家族产业。乔迪因此为了赢得父亲的尊重想尽办法并且日益感到绝望[12]；
- 丽·莱米克饰欧拉·瓦纳，乔迪的妻子。镇上一些男人对欧拉很是殷勤，这进一步加深了威尔对儿子的失望[13]。莱米克之后承认拍摄期间自己被威逊·威尔斯那“标志性”的地位给吓着了[14]。

## 制作
在剧作家欧文·拉夫奇的推荐下，制片人杰瑞·沃尔德聘请了以前的同事，华纳兄弟公司导演马丁·里特来将两部根据威廉·福克纳小说改编的剧本搬上银幕。沃尔德说服公司高管付5万美元买下小说《喧哗与骚动》和《村子》的电影版权。其中后者率先制作，但更名为《夏日春情》，以免和威廉·莎士比亚的同名名著冲突。拉夫奇和小哈瑞特·弗兰克编写了剧本，并增加了福克纳另外两部短篇小说中的内容。新的剧本中，原著的主角弗莱姆·斯诺普斯（Flem Snopes）及整个斯诺普斯家族的内容全部删除，剧情改为以其中的一个小角色本·快克和瓦纳家族的和解为中心。这是拉夫奇和弗兰克的第一个重要剧本，两人建立了自己标志性的风格，对于人物的姓名和背景语焉不详，但在故事细节上巨细无遗。最终完成的剧本还很大程度上受到了田纳西·威廉斯舞台剧《热铁皮屋顶上的猫》的影响，让这变成了一个“充斥着情欲”的故事。

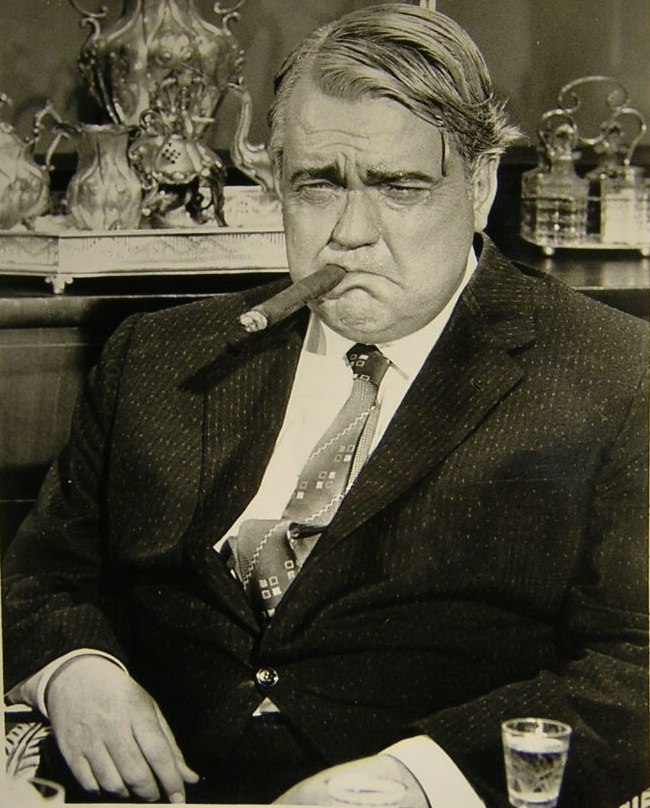
奥逊·威尔斯饰演威尔·瓦纳

电影在路易斯安那州的克林顿和巴吞鲁日进行拍摄，是一部宽银幕彩色电影，预算为164.5万美元。电影讲述的是一个南方哥特式的故事，里特决定在拍摄过程中要捕捉到该地区的特点，强调区域性的细节。导演里特在演员工作室任教时认识了男主角保罗·纽曼，其他几位主要演员也大多是这里的校友，包括琼安·伍华德、安东尼·弗兰西欧萨和丽·莱米克。
电影引起了奥逊·威尔斯的注意，他有意出演瓦纳家族族长威尔·瓦纳一角。考虑到威尔斯的脾性，二十世纪福斯公司本希望可以避免请他出演，但里特觉得威尔斯会很适合这个角色而说服了公司。可是，导演和威尔斯在电影拍摄期间出现了多处分歧，这其中包括台词的解读问题，服装设计以及拍摄时威尔斯所站的位置。其中有一次威尔斯还通报里特说自己不想记台词，要求之后给予配音。其他部分演员被威尔斯的脾性和态度给吓着了。
威尔斯和里特的冲突引起了媒体的关注。在电影拍摄刚刚完成后接受《生活》的一次采访时，威尔斯解释了自己行为的原因。他不知道与自己合作的演员会搞出什么样的“恶作剧”，或是他们会觉得自己有多“反复无常”。他还表示大家最后克服了这些分歧成功完成了影片。威尔斯之后写了一封信给里特，称赞了对方的工作，并对自己在电影拍摄期间的一些干扰表示歉意。里特则在回信中表达了自己对威尔斯的钦佩之情。尽管双方有相互道歉，但在1965年接受一次采访时，里特回忆了片场所发生的一起事件。当天很适合进行拍摄，但威尔斯非但没有准备好，反而还在看一份西班牙语报纸。里特于是决定先跳过威尔斯的镜头拍摄之后的部分。导演认为，威尔斯以后的合作，就是因为觉得自己在这一起事件上受到了羞辱。里特也因此在整个好莱坞电影界赢得了“奥逊驯兽师”的绰号。

## 原声音乐
亚历克士·诺斯谱写了电影的配乐，其风格向爵士靠拢。与电影同名的歌曲是唯一一首由诺斯作曲的歌曲，这首歌也用作电影的主题曲。电影音乐的特别之处是一种爵士风格的“紧张且不和谐感”。歌曲的歌词由萨米·卡恩创作，而由乐器演奏的旋律在电影中多处出现并加以变奏，强制了本和克拉拉之间关系的进展。这首歌由吉米·罗杰斯演唱，并经罗赖特唱片发行，在1958年6月的《告示牌》百强榜上达到第77位。其中的管弦乐部分由莱昂内尔·纽曼指挥演奏。
《告示牌》形容本片的电影音乐是“一部戏剧性电影中音乐使用的典范”。在另一篇评论中，《告示牌》对专辑表示看好，称可以从中听出电影的情节发展，认为原声带在商业上的成功可能是由吉米·罗杰斯“平稳的声线发挥”所推动的。《告示牌》还称赞了诺斯的音乐中对美国深南部的了解，并特别称赞了歌曲。
| 曲目列表 | 曲目列表                            | 曲目列表 |
| 曲序     | 曲目                                | 时长     |
| -------- | ----------------------------------- | -------- |
| 1.       | The Long, Hot Summer                | 2:26     |
| 2.       | Ashamed - Gentlemen                 | 6:04     |
| 3.       | Two Butterflies                     | 2:30     |
| 4.       | The Lynchers - The Barn Burns - Joy | 4:50     |
| 5.       | Big Daddy - Crushed                 | 1:55     |
| 6.       | Eula                                | 3:20     |
| 7.       | Barn Burners                        | 4:50     |
| 8.       | Loot - Respect                      | 4:40     |
| 9.       | Encounter                           | 2:05     |
| 10.      | The Long, Hot Summer - Summertime   | 3:18     |

## 发行与反响

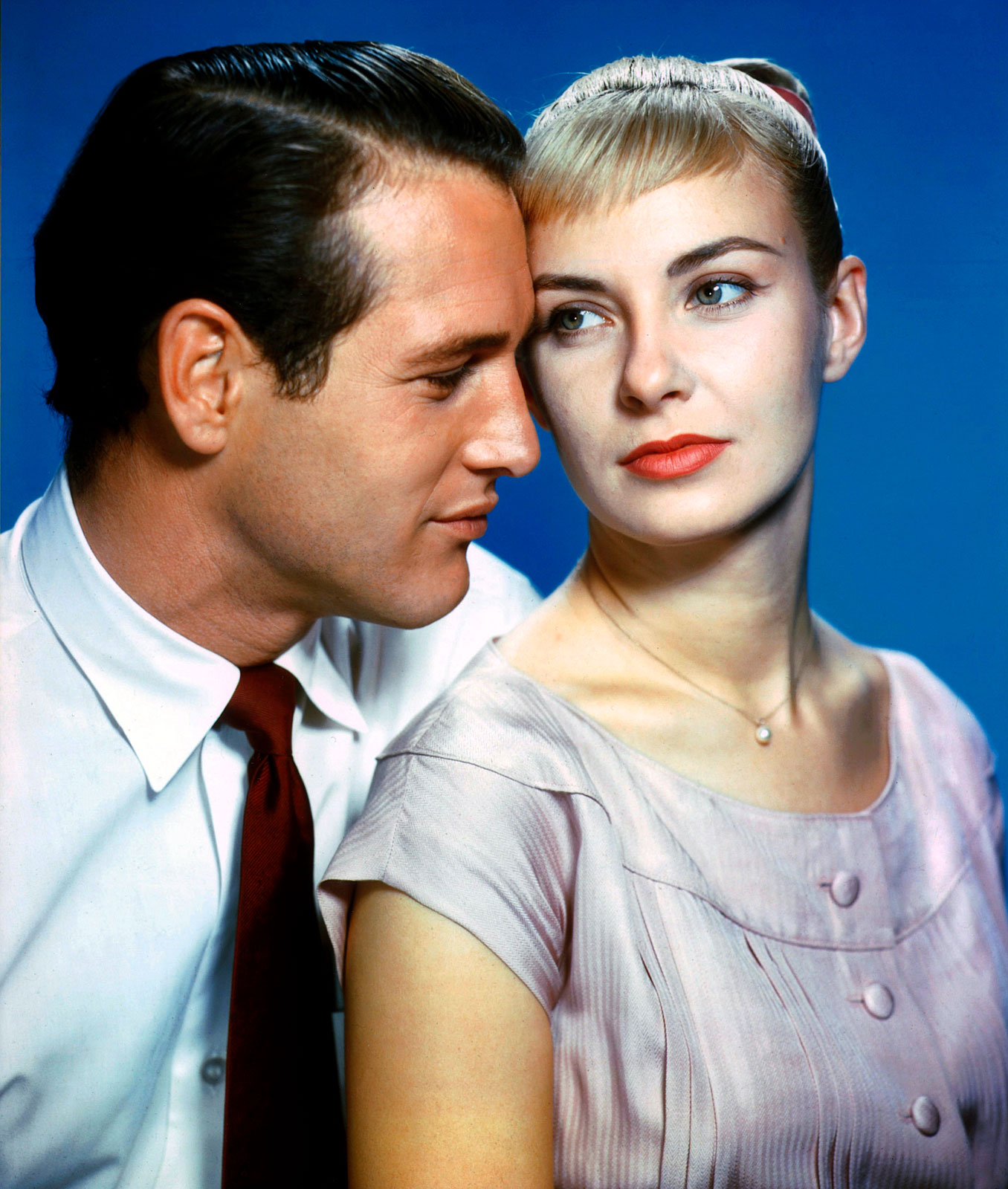
电影宣传画，其上是保罗·纽曼和琼安·伍华德

电影上映后获得了较好的评价，但票房上表现一般，只达到了350万美元。
《告示牌》称赞电影中的表演是“第一流的”，其中特别表扬了伍华德，同时也赞赏了里特的导演。而《记者》杂志强调了电影与《热铁皮屋顶上的猫》的相似之处，形容电影选择的演员“令人印象深刻”，但表示演员和角色“看起来似乎总是不搭”。评论中称赞了威尔斯的演技，但形容伍华德的表现“虚张声势”。
《时代》称赞纽曼表现出了角色的“恶毒”，并且赞扬了伍华德，称她给出的表演包含有“一个电影女王少见的热情和风度”，但批评威尔斯的表演与他在《白鲸记》中的上一个角色相比“几乎没有任何改善”。《综艺》称赞了几位编剧成功地将福克纳的三个故事融合起来，并表扬了导演、摄影和配乐上的表现。《柯梦波丹》称本片是一部“大胆的通俗剧”。

### 影响
1950年代的马丁·里特曾因涉嫌身为一名共产党而长期身处好莱坞黑名单中，本片的成功让他的事业得以重新建立。保罗·纽曼因扮演本·快克而获得了国际性的声誉，在戛纳电影节上赢得了最佳男演员奖。电影制作过程中，他还与女主角琼安·伍华德结为连理。
电影之后重拍成同名电视剧，于1965至1966年播出。主要演员有丹·奥赫里奇、罗伊·金纳斯、南茜·马龙（Nancy Malone）、拉娜·伍德、鲁思·罗曼和艾德蒙·奥布莱恩。1985年又一次重拍为电视剧，贾森·罗巴兹、唐·强生和斯碧尔·谢波德主演。这个版本还获得了两项艾美奖提名。